# Анархізм в Естонії
Перші згадки про Анархізм в Естонії з'являються ще під час Російської революції (1917). Рух відновився після Співочої революції.

## Історія
У вересні 1917 року було засновано Анархо-комуністичну спілку молоді Нарви. Вона відкривала бібліотеки, займалася організацією окремих автономних анархічних груп. Також вона мала власні хори та оркестр, у яких була залучена анархо-комуністична молодь.
У 1970-х роках анархістський рух відновився в Естонській Радянській Соціалістичній Республіці як частина естонської панк субкультури. Після Співаючої революції, яка поклала кінець радянській владі над Прибалтійськими державами та повернула свободу слова, анархісти скористувалися можливостю та повністю реорганізували свій рух. Перші спроби відбулися 10 травня 1995 року, коли група анархістів-індивідуалістів заснували «Лігу анархістів Естонії» (ест. Maavalla Anarhistlik Liit, MAL). Після цього 1 травня 1999 року з'явилася Корпорація «Братство анархістів». (ест. Korporatsioon Fraternitas Anarchensis, KFA), 30 квітня 2002 р. — з'явилася Естонська анархістська партія (ест. Eesti Anarhistlik Partei, EAP), а 22 лютого 2006 рок — «Червоний і Чорний» (ест. PunaMust, PM).